# 指紋
指紋，又稱指模，是指靈長目动物手指上的皮膚紋路，也可指這些紋路在物體上印下的印痕。當人的手指接觸物件時，指紋會增加手指与物件之间摩擦力，使人可以抓紧物体。而在犯罪學及司法科学上，指紋常被用作法庭證據。廣義的指紋包含手掌紋、腳紋、腳掌紋。

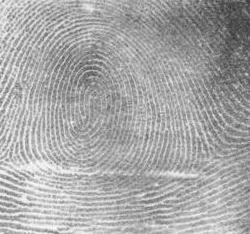
指紋

极少数皮纹病患者并无指纹，这可能与基因SMARCAD1的突变有关。指纹形状与DNA有关，但无法通过DNA分析重建指纹纹样。
迄今为止，没有发现两个人拥有一模一样的指纹。即使是同卵双胞胎的指纹也會因为环境的影响而有所差別，只是比普通人的差异要小而已。

## 概述

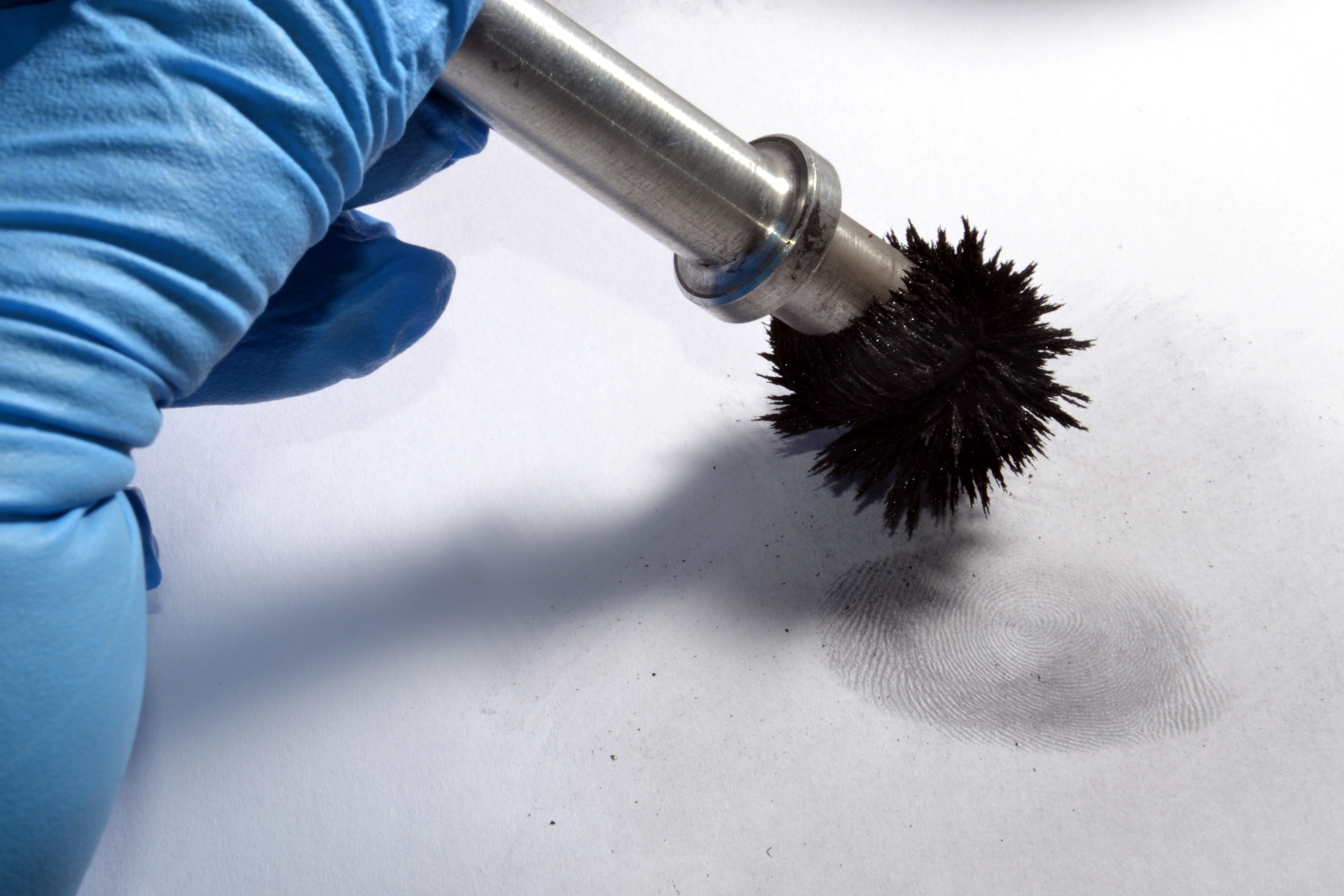
指紋證據

當胎兒在母體內發育三至四個月時，指紋就已經形成，但兒童在成長期間指紋會略有改變，直到青春期14歲左右時才會定型。指腹和人體大部分皮膚的構造相近，同樣有汗腺分布，每個手指平均每一小時排泄的汗液為0.0625c.c.，其成分大部分為水分，另外尚有蛋白質、脂肪、尿素和其他有機化合物。有時候這些印痕是隱而未見的，但是利用一些化學方法，例如用α-氰基丙烯酸乙酯（cyanoacrylate）熏显，或喷洒寧海德林（Ninhydrin）在可能有指紋之處，可使指紋現形。

## 分类
1967年9月英国伦敦举行了国际皮纹学研究会议，确定了分类法。将指纹分成三大类十一种基本类型。
斗形纹（亚型：靶心斗、螺旋纹、伸长斗、双斗纹、内破斗）
箕形纹（亚型：正箕纹、反箕纹、变形纹）
弧形纹（亚型：简单弧、帐弧）。
而亨利氏指紋分類法依照指紋形狀將指紋分成斗形紋、箕形紋和弧形紋三大類：
- 斗形紋又可細分為
  - 形紋
  - 雙箕形紋
  - 囊形紋
  - 雜形紋
- 箕形紋可再分為
  - 正箕形紋
  - 反箕形紋
- 弧形紋有
  - 弧形紋
  - 帳形紋

此外，根據紋線的長短，還可分為眼形線、棒形線、交叉線、分離線。
美國聯邦調查局所管理的指紋資料庫名為IAFIS，內容包括4700萬組指紋，使用的分類法為八大類型分析法：
1. 紋型線
2. 內端及三角
3. 箕形紋內端
4. 箕形紋外端
5. 形紋內端
6. 形紋外端
7. 追跡線
8. 指紋類型

## 生理功能

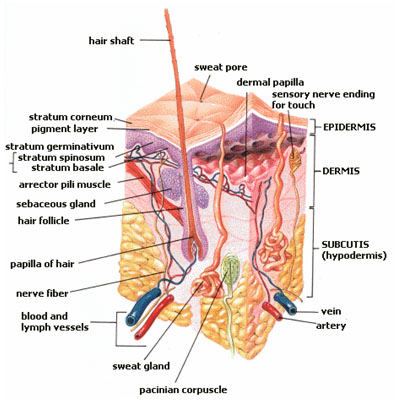
图中的dermal papillae即是形成指纹的解剖结构

人类（很多灵长类也有类似的）指纹、掌纹、足底纹分布在手、脚用力的部位，与身体其它部分如躯干、四肢的皮肤明显不同。从解剖学上，指纹、掌纹、足底纹是表皮层与真皮层之间的真皮组织向表皮的凸起，称为真皮乳头（Dermal papillae），从而增加了真皮层与表皮层的接触面积，为表皮层底部细胞提供了更好的营养与氧气输送。手面、脚底的真皮乳头还起到加固真皮层与表皮层的物理连接，防止在受力状态下两层物理连接被撕开。

## 研究
指紋是早期生物統計學主要的研究之一，科學家們利用指紋的一些物理特性來將它們加以定義，目前沒有清楚的資料足以顯示最早被使用的是哪種指印，有許多例子早於歷史記錄。比較確切的記錄如下：
- 1684年，英国植物形态学家Grew就对指纹的脊线、谷线进行了系统的研究。
- 1823年，德國學者Johannes E.Purkinje將指紋依不同紋形加以分類，有了斗形、箕形、弧形的分類法。
- 1880年，Henry Faulds博士在Nature國際期刊上發表第一篇有關指紋的研究，1886年，他將這個想法提供給倫敦的警察單位，但不被採用。
- 1891年，阿根廷警官Juan Vucetich在阿根廷首創世界第一個罪犯指紋檔。
- 1892年，Fancis Galton在他的新書《指紋》（Finger Prints）中對發表了對指紋更為詳細的分析、鑑定和法醫學上的運用。
- 1901年，Edward Richard Henry設計了一套指紋辨識系統，並在英格蘭和威爾斯率先使用。
- 1902年， 在紐約，Henry P. DeForrest博士將指紋辨識系統運用在市民服務上
- 到了2000年之後，一些電子產品開發出指紋辨識系統，供使用者註冊登入。

## 應用
- 身分辨識：災區受難者、迷路者的身份辨識；個人電子系統登入；出入境管制。
- 代替印章：結婚證書、遺書、選舉名冊等文件上的指紋有一定的法定效力。
- 犯罪偵查：嫌疑者與犯罪現場指紋比對、刑案現場重建。利用指紋破案的第一例是1892年，發生在阿根廷大西洋沿岸的內科契阿鎮郊區的一起謀殺案：法朗西斯卡的兒子和女兒被殺死了，她控告是牧場的一名工人幹的，但這名工人堅決否認犯罪。後來警方根據留在門上的血污拇指印，證明兇手是其母法朗西斯卡，因為兩個孩子妨礙了她和情夫的結婚。而英國，則到1905年3月德特福得城發生謀殺年邁店主的慘案時，警方根據在被害店主錢匣上留下的汗拇指印才破了案，成為歷史上遞交給英國陪審團的第一份此類證據。
- 占卜：有研究占卜的人也利用指紋的紋路來進行占卜。
- 信息加密[4]
- 智能手機螢幕指紋解鎖

## 風險
目前已被證實部分「光學指紋CCD傳感器」會接受偽造的乳膠指紋。

## 相关技术
- 指纹识别